# 費恩公園
費恩公園（英語：Fern Park）是位於美國佛羅里達州塞米諾爾縣的一個人口普查指定地區。

## 地理
費恩公園的座標為28°38′53″N 81°20′47″W / 28.64806°N 81.34639°W，而該地最高點為海拔高度29米（即95英尺）。

## 人口
根據2010年美國人口普查的數據，費恩公園的面積為6.00平方千米，當中陸地面積為5.30平方千米，而水域面積為0.70平方千米。當地共有人口8318人，而人口密度為每平方千米1,386人。